# Удом, Евстафий Евстафьевич
Евстафий Евстафьевич Удом (1760—1836) — российский командир эпохи наполеоновских войн, генерал-лейтенант Русской императорской армии.

## Биография
Евстафий Удом родился в 1760 году в дворянской семье шведского происхождения. 2 июля 1771 года был записан на военную службу в Нашебургский пехотный полк. В 1771 году участвовал в польских событиях. 29 июня 1776 года Удом был произведён в прапорщики.
25 декабря 1783 года был переведён в Сибирский 9-й гренадерский полк, в котором дослужился до чина полковника (присвоен 14 сентября 1803 года). Отважно сражался в русско-турецкой войне 1787—1791 гг.

Принимал участие в русско-польской войне 1792 года и польских событиях 1794 года; за отличия в последних был награждён орденом Святого Георгия 4-го класса 26 ноября 1795 года
за отличную храбрость, оказанную в июне месяце 792 года в Польше при Дубянке овладением неприятельской батареи.
За заслуги при штурме Ловчи, в ходе Русско-турецкой войне 1806—1812 гг., Удом был 28 февраля 1811 года удостоен чина генерал-майора.
В начале 1812 года 38-й егерский полк, шефом которого был Удом, в составе 3-й бригады 9-й пехотной дивизии входил в корпус Евгения Ивановича Маркова 3-й Резервной Обсервационной армии. После вторжения Наполеона в пределы Российской империи, он с этим полком принял участие в ряде битв Отечественной войны 1812 года.
После изгнания неприятеля из России, Удом сражался в заграничном походе русской армии.
С 20 июля 1827 года по 29 октября 1828 года занимал должность коменданта Риги. 12 декабря 1824 года Удом был произведён командованием в чин генерал-лейтенанта.
Вышел в отставку по состоянию здоровья 22 декабря 1833 года. После чего проживал в богатом имении Лопухиных в местечке Златополь Чигиринского уезда, где через три года умер и был похоронен. 

## Семья
Жена — Теофила Антоновна Юрковская (ум. после 1836), родственница генерал-фельдмаршала Остен-Сакена. В браке имели двух красавиц дочерей, вышедших замуж за братьев Лопухиных. Подобные браки не признавались Синодом и, несмотря на то, что митрополит Евгений не преследовал Лопухиных, возникло дело, которое очень омрачило последние годы жизни генерала Удома и стоило ему много нравственных сил.
- Мария Евстафьевна, по отзыву современника была «девушка замечательной красоты»[3], вышла замуж за гвардии штабс капитана Петра Фёдоровича Лопухина (1802—15.08.1849)[4]. Их дочь Анна была женой (с 1851) генерала от инфантерии Н. В. Исакова.

- Юлия Евстафьевна, была замужем за Адрианом  Фёдоровичем Лопухиным (1805—1872). Брак её был заключен позже сестры, поэтому Удом был вынужден отказаться от дочери. Он утверждал, что его настоящая дочь умерла вскоре после рождения и, чтобы не огорчать жены, он подменил её другой девочкой, в чем и привел свидетелей. В числе которых был барон К. Г. Сталь, который подтвердил сказанное Удомом под присягой. По словам барона А. И. Дельвига, в конце 1850-х годов Лопухины жили в Москве, и имея уже взрослых детей, разошлись и говорили друг о друге гадости. Общественное мнение обвиняло Лопухина в страшном преступлении. Но всего странней то, что после многих лет разлуки и постоянных скверных рассказов мужа о жене, а жены о муже, они сошлись[5].